# Балашов-Пассажирский
Балашо́в-Пассажи́рский — узловая железнодорожная станция (ранее называлась Хопёр) Мичуринского региона Юго-Восточной железной дороги в городе Балашове Саратовской области.

## Деятельность
На станции осуществляются:
- продажа пассажирских билетов,
- приём и выдача багажа,
- приём и выдача вагонных грузов (имеются подъездные пути).

Недалеко от станции расположено локомотивное депо ТЭЧ-15 Балашов.

## Поезда дальнего следования
По графику 2021 года через станцию курсируют следующие поезда дальнего следования:

### Круглогодичное движение поездов
| № поезда    | Маршрут движения            | № поезда    | Маршрут движения            |
| ----------- | --------------------------- | ----------- | --------------------------- |
| 75 «Таврия» | Омск — Симферополь          | 76 «Таврия» | Симферополь — Омск          |
| 111         | Орск — Кисловодск           | 112         | Кисловодск — Орск           |
| 115         | Томск — Адлер               | 116         | Адлер — Томск               |
| 117         | Самара — Адлер              | 118         | Адлер — Самара              |
| 139         | Барнаул — Адлер             | 140         | Адлер — Барнаул             |
| 309         | Воркута — Адлер             | 310         | Адлер — Воркута             |
| 311         | Воркута — Новороссийск      | 312         | Новороссийск — Воркута      |
| 325         | Пермь — Новороссийск        | 326         | Новороссийск — Пермь        |
| 335         | Екатеринбург — Новороссийск | 336         | Новороссийск — Екатеринбург |
| 343         | Москва — Балашов            | 344         | Балашов — Москва            |
| 379         | Камышин — Москва            | 380         | Москва — Камышин            |

### Сезонное движение поездов
| № поезда | Маршрут движения                              | № поезда | Маршрут движения                              |
| -------- | --------------------------------------------- | -------- | --------------------------------------------- |
| 203      | Томск — Анапа                                 | 204      | Анапа — Томск                                 |
| 233      | Екатеринбург — Имеретинский курорт            | 234      | Имеретинский курорт — Екатеринбург            |
| 289      | Екатеринбург — Анапа                          | 290      | Анапа — Екатеринбург                          |
| 473      | Самара — Анапа                                | 474      | Анапа — Самара                                |
| 475      | Казань — Имеретинский курорт                  | 476      | Имеретинский курорт — Казань                  |
| 487      | Самара — Сухум                                | 488      | Сухум — Самара                                |
| 497      | Ижевск — Адлер                                | 498      | Адлер — Ижевск                                |
| 501      | Киров — Анапа                                 | 502      | Анапа — Киров                                 |
| 507      | Ижевск — Новороссийск                         | 508      | Новороссийск — Ижевск                         |
| 531      | Киров — Адлер                                 | 532      | Адлер — Киров                                 |
| 549      | Тольятти — Адлер                              | 550      | Адлер — Тольятти                              |
| 583      | Казань — Анапа                                | 584      | Анапа — Казань                                |
| 591      | Приобье — Пермь — Анапа                       | 592      | Анапа — Пермь — Приобье                       |
| 595      | Новый Уренгой — Тюмень — Екатеринбург — Анапа | 596      | Анапа — Екатеринбург — Тюмень — Новый Уренгой |

## История
Железнодорожный узел Балашов имеет три железнодорожные станции: Балашов-1, Балашов-2, Балашов-Пассажирский.
Ранее пассажирские поезда следовали через станцию Балашов-1, но в последнее время все они останавливаются на станции Балашов-Пассажирский. Большой пассажирский вокзал практически не востребован и по состоянию на 2011 год находился на реконструкции.
Станция появилась по требованию горожан после 1985 года, так как станция Хопёр расположена за пределами города. Поезда, идущие по основной линии Лиски — Ртищево, непосредственно в Балашов не попадали, поэтому, чтобы уехать из города, приходилось ехать с пересадкой. Единственный поезд в конце 1980-х годов, проходящий через Балашов, был Москва — Камышин, следовавший через Тамбов. При этом он останавливался на всех трёх станциях: Балашов-2, Балашов-1 и Хопёр.